# Lepilaena patentifolia
Lepilaena patentifolia là một loài thực vật có hoa trong họ Potamogetonaceae. Loài này được E.L.Robertson mô tả khoa học đầu tiên năm 1986.